# ماه لاقا باي
ماه لاقا باي (7 أبريل 1768 - أغسطس 1824)، ولدت باسم تشاندا بيبي، ويشار إليها أحيانًا باسم ماه لاقا تشاندا، هي شاعرة هندية كتبت بالأردية وعاشت في حيدر آباد في القرن الثامن عشر، وكانت محظية وفاعلة خير. في عام 1824، أصبحت أول شاعرة أنثى تمتلك ديوانًا (مجموعة من القصائد) لأعمالها، وقد كان ديوانًا غزليًا اسمه «غولزار إي ماه لاقا»، ونُشر بعد وفاتها. عاشت في فترة أثرت فيها لغة دكهني (أو الدخيني وهي نسخة من الأردية) على اللغة الأردية الفارسية الأسمى منزلة. ووفرت مساهماتها الأدبية نظرة على هذه التحولات اللغوية في جنوب الهند. وهي محظية صاحبة تأثير في هضبة الدكن (ديكان)، إذ عينها حاكم حيدر آباد نظام (من سلالة نظام الملك التي حكمت حيدر آباد)، في الإمارة (أعلى درجات النبالة)، وكتابعة مقربة له في البلاط. في عام 2010، أعيد ترميم نصبها التذكاري في حيدر آباد، والذي يضم ضريحها، وذلك باستخدام المال الذي تبرعت به الحكومة الفيدرالية للولايات المتحدة.

## حياتها
وُلدت تشاندا بيبي في 7 أبريل 1768 في أورانجاباد في ولاية ماهاراشترا الحالية. والدتها هي راج كونوار، محظية هاجرت من راجبوتانا، أما والدها فهو بهادور خان، الذي شغل منصب منصبدار (مسؤول عسكري) في محكمة الإمبراطور المغولي محمد شاه. هاجر خان من دلهي إلى حيدر آباد، ديكان حيث التقى وتزوج براج كونوار. وابنتهم تشاندا بيبي تُبنيت من قبل أخت كونوار مهتاب ما التي لم تنجب طفلًا، والتي كانت المحظية المفضلة لدى نواب ركن أود دولة، وهو رئيس وزراء لسلالة نظام حكام حيدر آباد، وقد لازمته بشكل منتظم تقريبًا.
اهتم نواب ركن دولة شخصيًا بتدريب تشاندا بيبي ووفر لها أفضل المعلمين. أثناء نشأتها، أتيحت أمامها فرصة الوصول إلى مكتبة ثرية وتعرفت على ثقافة حيدر آباد النابضة بالحياة. حين أصبحت في سن الرابعة عشر، برعت في ركوب الخيل والرماية. كان الحاكم نظام الثاني (مير نظام علي خان) هو من منحها لقب «ماه لاقا باي». رافقت نظام الثاني في ثلاثة حروب، وهذا بسبب مهاراتها؛ ارتدت ملابس الرجال، واشتهرت بمهارات القوس والرمح في الحروب. منحها حكام نظام أراضٍ في مناسبات مختلفة، لمشاركتها في الحروب، وشملت هذه الأراضي أحياء حيدرجودا، وتشاندا نجار، وسيد بالي، وأديكميت. مُنحت لقب ماه لاقا والذي يعني «ملقى القمر»، وعلى الرغم من أنها لم تتزوج قط، إلا أنها كانت تحب رجا راو رامبها راو (قائد عسكري من ماراثا قاد سلاح الفرسان المكون من 600 رجل، وقاتل ضد إمبراطورية ماراثا تحت حكم نظام الثاني وكان من المفضلين لديه)، وقد كانت معجبة أيضًا بالنقيب السير جون مالكوم (مساعد جيمس أخيل كيركباتريك، المقيم البريطاني في حيدر آباد).
كانت امرأة مؤثرة في بلاط حاكمين حيدر آباد نظام الثاني والثالث. وكانت المرأة الوحيدة في ذلك الوقت التي حصلت على هذا التقدير العلني في حيدر آباد. إذ عُينت في الإمارة (أعلى درجات النبالة). وكان الحكام يستشيرونها بشكل متكرر حول المسائل السياسية. كانت ترافقها كتيبة من 500 جندي أثناء زيارتها لأي مسؤول، كنوع من الفخر بين النبلاء في ذلك الزمن. وكانت عشيقة لرؤساء وزراء سلالة نظام. توفيت في عام 1824 وتركت ممتلكاتها التي شملت الأرض والذهب والفضة والمجوهرات المرصعة بالماس للنساء المشردات. حوّل مقر إقامتها الذي يقع في نامبالي، حيدر أباد، اليوم إلى كلية بدعم حكومي لمنح الشهادات للفتيات. عاصرت ماه لاقا شعراء مشهورين مثل مير تقي مير وميرزا محمد رافي ساودا وخواجة مير درد في شمال الهند. وتوفيت في حيدر أباد في أغسطس 1824.

## إنجازاتها

### الشعر
تأثرت ماه لاقا بالعمل الأدبي للشاعر الروحاني سراج أورانغ آبادي (1715-1763)، وتعلمت الشعر من نواب مير علم الذي أصبح فيما بعد رئيس وزراء حيدر آباد. كانت لغتها الأم هي الأردية، كما كانت تتحدث اللغات العربية والفارسية والبوجبورية بطلاقة أيضًا. وهي أول شاعرة أنثى تؤلف ديوانًا، مجموعة كاملة من غزليات الأردية. تضم المجموعة، التي تحمل اسم «غولزار إي ماه لاقا» 39 قصيدة غزلية، وتتألف كل قصيدة من 5 مقاطع. نُشرت المجموعة في عام 1824 بعد وفاتها. بالإضافة لديوان إي تشاندا وهو عبارة عن مخطوطات لـ 125 قصيدة غزل لماه لاقا، جمعتها وخطّتها في عام 1798. وقد وقعتها وقدمتها هدية للنقيب مالكوم في 18 أكتوبر 1799، خلال عرض راقص في منزل مير علم. وتوجد الآن في المتحف البريطاني.
كانت تكتب باسم تشاندا. وقد تكررت الكلمات الأردية بلبل (الطائر المغرد) وغول (برعم الزهرة) وساقي (الشخص الذي يقدم النبيذ) كمواضيع في غزلها. جعلتها شعبيتها في قراءة الشعر أول شاعرة في المنطقة تشارك وتلقي شعرها في المشاعرة (ندوة شعرية) والتي كانت سابقًا حكرًا على الرجال. وقد غنت في بعض الأحيان أغانٍ من تأليف الإمبراطور المغولي محمد شاه وسلطان بيجابور إبراهيم عادل شاه الثاني. ومن ديوانها المكون من 39 قصيدة غزل، قصيدة «على أمل أن تزهر (يومًا ما)» تترجم على النحو التالي:
على أمل أن تزهر (يومًا ما)،
كل برعمة تجلس، وتحمل روحها بين كفيها.
بين خوفه من الصياد ومن الخريف (القادم)،
حياة البلبل معلقة بخيط.
نظرتك الماكرة قاتلة أكثر من السهم أو السيف،
لقد سفكت دماء الكثير من العاشقين.
كيف أحب الشمعة على خدك (المتقد)
والشمعة يعميها الزيت الذي في عينيها.
كيف يمكن أن تجف شفتا تشاندا. أيها الساقي من النبيذ السماوي!

لقد استنزفت كأس حبك.

### الرقص والغناء
تعلمت ماه لاقا الغناء والموسيقا الهندية الكلاسيكية وتخصصت بالثومري عن طريق كوشال خان وهو موسيقي رائد في زمانها، وحفيد تانسن، مايسترو من البلاط المغولي. وقد برعت في الغناء الغزلي بأمزجة غنائية متنوعة وإيقاعات التال. كانت بارعة في موسيقا يامان وخيال تابا واستخدمتهما للغناء في المناسبات الخاصة. فضلت ماه لاقا استخدام موسيقا بهيمبالاسي في الغزل الرومانسي. وحين كانت تغني الأغاني الصوفية استخدمت أنواع الموسيقا دهروباد ممزوجة بنقرات التال وموسيقا بهايرافي. برعت ماه لاقا في غناء كلمات حب مصحوبة بأسلوب ديكاني لرقص كاثاك. وأسست مركزًا ثقافيًا دربت فيه 300 فتاة مع معلمين آخرين. تحتوي مكتبة ماه لاقا على مخطوطات وكتب عن الشعر إلى جانب الفنون ومجموعات علمية. وقد رعت وأشرفت على نشر كتاب ماهناما التاريخي حول فترة ازدهار ولاية حيدر آباد. على الرغم من أن ماه لاقا كانت مسلمة ممارسة، إلا أنها تأثرت بمفهوم الكتب الهندوسية والفلسفة. درس أحد المؤلفين كتاباتها وقال إن «أبياتها بها خاتم دربري (محكم) متميز، امتدحت من خلاله الملك والنبلاء، وهو أسلوب شائع تبناه الشعراء خلال القرنين السابع عشر والثامن عشر».